# Уор, Памела
Памела Уор (род. 12 февраля 1993, Лонгёй, Канада) — канадская прыгунья в воду. Многократный призёр чемпионатов мира, чемпионка Панамериканских игр, серебряный призёр игр Содружества. Специализируется в прыжках с трёхметрового трамплина.

## Спортивная карьера
В 2009 году Памела выиграла свою первую золотую медаль на летних Канадских играх в прыжках с трёхметрового трамплина. В 2010 году Уор выступила на первых юношеских Олимпийских играх. Юная канадка была близка к завоеванию медали на трёхметровом трамплине, но ей не хватило всего лишь 2 баллов, чтобы занять третье место. На 10-метровой вышке Уор стала только 8-й. Также в этом году Памела выступила на Играх Содружества, но попасть в число призёров ни на одном из четырёх снарядов канадке не удалось.
В 2013 Памела удачно дебютировала в рамках соревнований чемпионата мира, заняв 3-е место в индивидуальных прыжках на трёхметровом трамплине, а также завоевала бронзу в синхронных прыжках в паре с Дженнифер Абель.
В 2014 Памела выиграла серебряную медаль на Играх Содружества в синхронных прыжках с трёхметрового трамплина. В 2015 году завоевала два серебра на Панамериканских играх, а затем выиграла серебряную медаль чемпионата мира в синхронных прыжках.
Летом 2016 года Памела Уор приняла участие в летних Олимпийских играх в Рио-де-Жанейро. В индивидуальных прыжках Уор уверенно пробилась в финал, но там не смогла составить конкуренцию фаворитам соревнований и заняла 7-е место. Основные надежды канадцы связывали с дуэтом Уор и Дженнифер Абель, которые в феврале стали вторыми в финале Кубка мира. Перед заключительным прыжком канадки шли на третьем месте, но исполнили его хуже своих основных конкуренток из Австралии и заняли итоговое 4-е место.